# Henry Meyer
Henry Meyer, född 26 juli 1947 i Stockholm, är en svensk regissör, filmproducent och manusförfattare. Han studerade vid Dramatiska Institutets regilinje 1970–1972.

## Filmografi
Regi
- 1972 – Min svarta hund
- 1979 – Hela långa dagen
- 1983 – Indiankojan
- 1986 – Rövaren
- 1988 – Billy och den rubinröda jackan
- 1992 – Stortjuvens pojke
- 1996 – Ellinors bröllop
- 2005 – Fyra veckor i juni

Manus
- 1972 – Min svarta hund
- 1979 – Hela långa dagen
- 1983 – Indiankojan
- 1986 – Rövaren
- 1988 – Billy och den rubinröda jackan
- 1992 – Stortjuvens pojke
- 1996 – Ellinors bröllop

Producent
- 1986 – Rövaren
- 1988 – Billy och den rubinröda jackan
- 1992 – Stortjuvens pojke

Regiassistent
- 1996 – Passageraren